# Первинні форми рельєфу
Первинні форми рельєфу (рос. первичные формы рельефа, англ. initial landforms, нім. ursprüngliche Reliefformen f pl, primäre Reliefformen f pl) – форми земної поверхні, які виникли в результаті регіонального впливу якого-небудь рельєфотвірного фактора, але згодом перетворені під впливом інших факторів. Приклад: первинна морена, рівнина. 